# 백선규
백선규(白善圭, 1989년 5월 2일 ~ )은 대한민국의 축구 선수이다.

## 유소년 생활
경기도 수원시 세류초등학교, 군포시 군포중학교와 용호고등학교를 졸업 후, 대전광역시에 위치한 한남대학교를 나온 선수. 한남대 시절 대학선발에 뽑힌 경험이 있다.

## 프로 생활
2011년 드래프트에서 번외지명되어 인천 유나이티드에 입단하였다. 김이섭 골키퍼의 은퇴와 맞물려 인천 유나이티드의 미래 자원으로 평가받았다. 2011시즌 권정혁, 송유걸이 1, 2선발을 다투는 사이 3선발로 입지를 구축하였다. 2011시즌 꾸준히 교체 출장 명단에 이름을 올렸으며, 2011년 5월 5일 포항 스틸러스와의 경기에서 프로 데뷔전을 치루었다.